# Pohraniční přechodová stanice

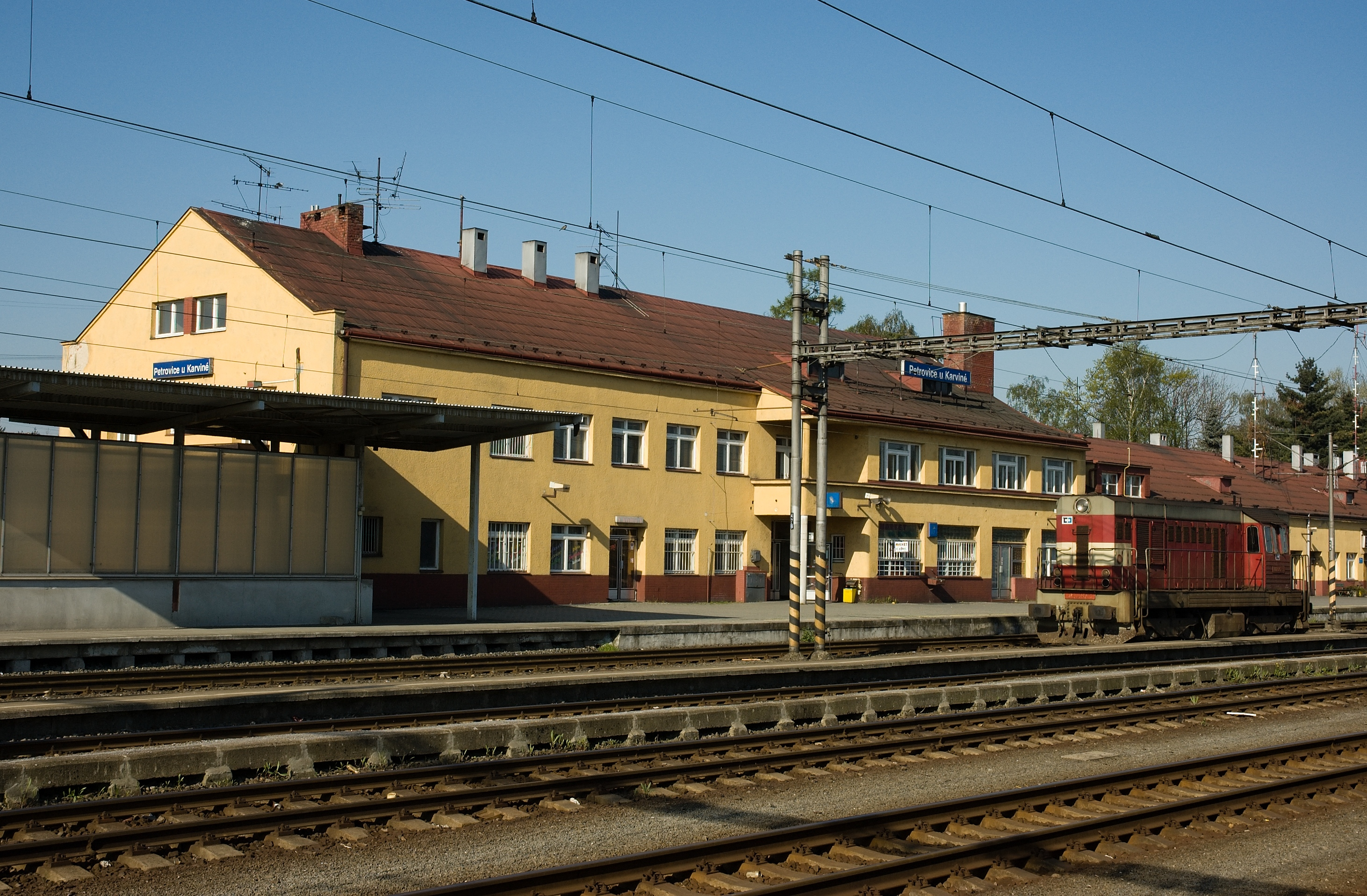
Budova pohraniční přechodové stanice Petrovice u Karviné

Pohraniční přechodová stanice (hraniční stanice) je železniční stanice ležící v blízkosti státní hranice a působící ve funkci hraničního přechodu. Provádějí se zde tedy různé spediční, komerční, celní, pasové či fytopatologické úkony při přepravě osob a zboží, aby mohla přeprava pokračovat na území sousedního státu.
Po dopravní stránce se zde mohou přebírat železniční vozidla, vlaky a zásilky od sousední železniční správy či přepřah hnacího vozidla s jeho následnou technickou vozovou zkouškou. Tyto úkony bývají prováděny oběma sousedícími státy současně.
Příkladem je železniční stanice Štúrovo na maďarsko-slovenské hranici, která provádí funkci pohraniční přechodové stanice již od roku 1962. Vlaky z Maďarska (MÁV) až sem dovážejí maďarské lokomotivy a vlakové čety. Zde se provede technická kontrola, přepřahací náležitosti, zpracování vlaku po technické, dopravní a komerční stránce. Pracují zde pracovníci maďarských orgánů železnice a jiných firem, zúčastněných na železniční dopravě.